# 新年快乐 (单曲)
新年快乐（英語：Happy New Year）是瑞典流行团体ABBA于他们1980年代的专辑《Super Trouper》中的一首单曲。不过这首歌创作时选用的标题倒是充满了节日气氛以及十足的幽默感——“老爸，可别在圣诞节喝醉”（英語：Daddy Don't Get Drunk on Christmas Day）。尽管这首歌是于1980年录制完成的，但是这首英文歌曲直到1999年才作为单曲推出（CBS于1989年发行过迷你CD版）。此曲登上了瑞典，荷兰及德国的单曲榜，分别位居第27，15及78的名次。这支单曲的推出也促成了更多ABBA歌曲以单曲的形式再次发行。
“Felicidad”（中译：幸福）是“新年快乐”这首歌的西班牙语版本，这首歌曾在打入阿根廷单曲榜第五名的高位，此曲也是包含在南美版《Super Trouper》专辑中的。该单曲专辑于1980年推出，而在这张单曲专辑的B面，是ABBA的另一首单曲《Super Trouper》。“Felicidad”曾收录于CD专辑《Oro: Grandes Éxitos》及重制版CD专辑《ABBA Oro: Grandes Éxitos》中。
2008年，这首单曲再次在几个国家重新发行，并分别在丹麦，挪威及瑞典的单曲榜中获得了第25，11及第4名的成绩，2009年该曲又重回瑞典及丹麦的单曲榜并都夺得了第5名的成绩。2011年，这首单曲还进入挪威单曲榜前十的位置。
在越南，每年新年假期的时候，这首歌依然会变的十分流行并被电台反复播放。

## ABBA单曲版本

### 曲目列表
3" CD 版（迷你CD版）
1. “Happy New Year” - 4:20
2. “Angeleyes” - 4:20

限量千禧年版
1. “Happy New Year” - 4:22
2. “Björn Benny & Anna Frida - Ring Ring （德语版）” - 3:05
3. “Thank You For The Music” - 3:48

Maxi版CD
1. “Happy New Year” - 4:22
2. “Andante, Andante” - 4:38
3. “The Way Old Friends Do” - 2:56

## 阿巴少年组版本
阿巴少年组（英語：A-Teens）曾翻唱过新年快乐并在2000年发行了这首单曲（原定于1999年发行，但是因为千年虫问题而延缓了发行时间）。这张单曲主要是为了庆祝新世纪的到来，这张专辑在瑞典单曲榜名列第4并且不久后阿巴少年组便成为了瑞典国内第40个在登上单曲榜前十名一周后就获得金唱片认证的乐队。
这张专辑并非全球发行而是选定特定国家发行推出。这张专辑在2000年2月阿巴少年组到访智利后于当地发行，他们为了支持这张单曲的发行也同样制作了这首单曲的MTV。

### 曲目列表
斯堪的纳维亚-双曲目单曲CD
1. “Happy New Year” [电台版本] - 4:24
2. “Happy New Year” [延长版本] - 6:52

斯堪的纳维亚-Maxi版CD
1. “Happy New Year” [单曲版本] - 4:24
2. “Happy New Year” [延长版本] - 6:52
3. “Mamma Mia” [The Bold & the Beautiful Glamourmix] - 3:46
4. “Super Trouper” [W.I.P.] - 6:10

## 其他翻唱版本
除了阿巴少年组，这首单曲也曾被其他歌手及乐队翻唱过，其中便包括“芬兰之声”塔雅·图伦尼等人。